# Xã Smithville, Quận Meade, Nam Dakota
Xã Smithville (tiếng Anh: Smithville Township) là một xã thuộc quận Meade, tiểu bang Nam Dakota, Hoa Kỳ. Năm 2010, dân số của xã này là 12 người.